# HJ-10

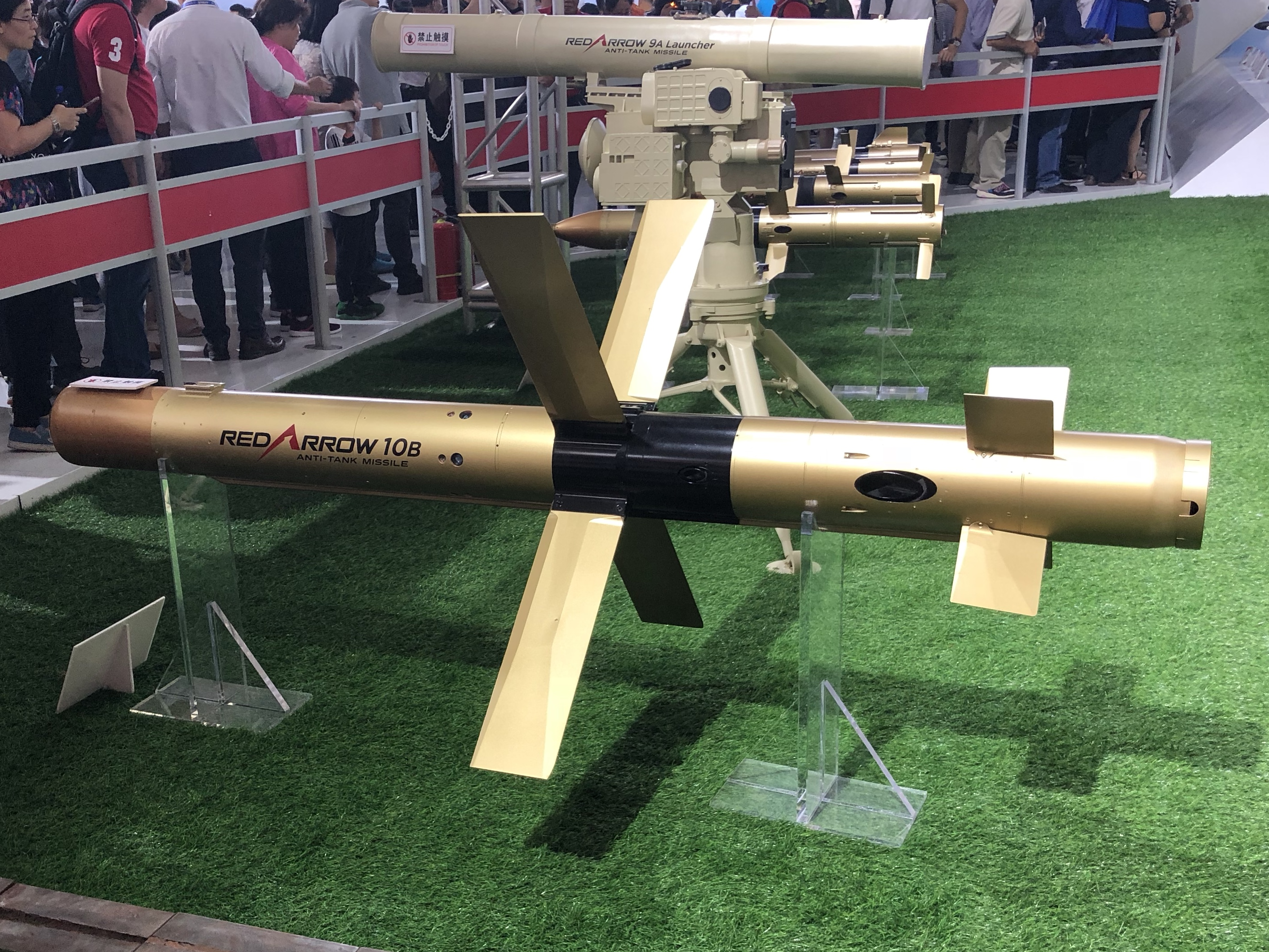
HJ-10 대전차미사일

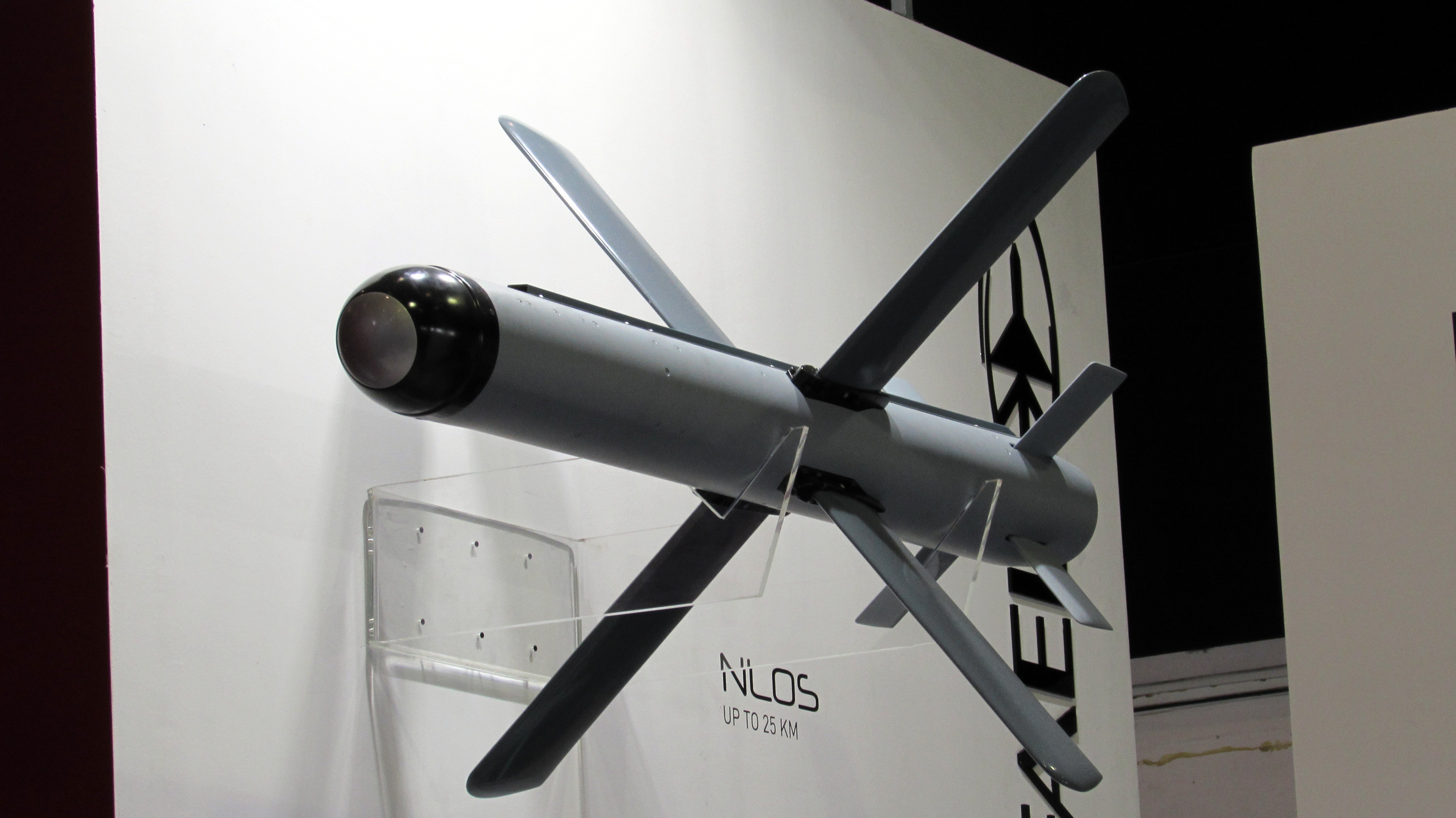
이스라엘 스파이크-NLOS 대전차미사일. 매우 비슷하게 생겼다.

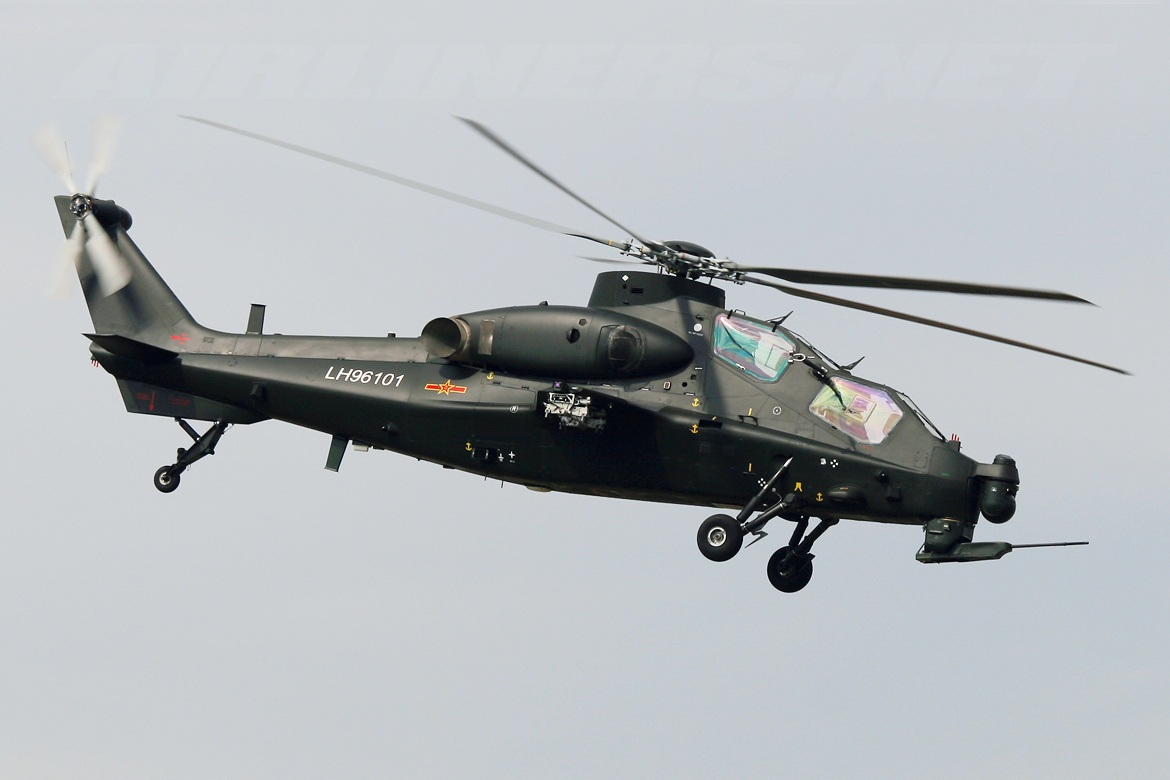
CAIC WZ-10 공격헬기

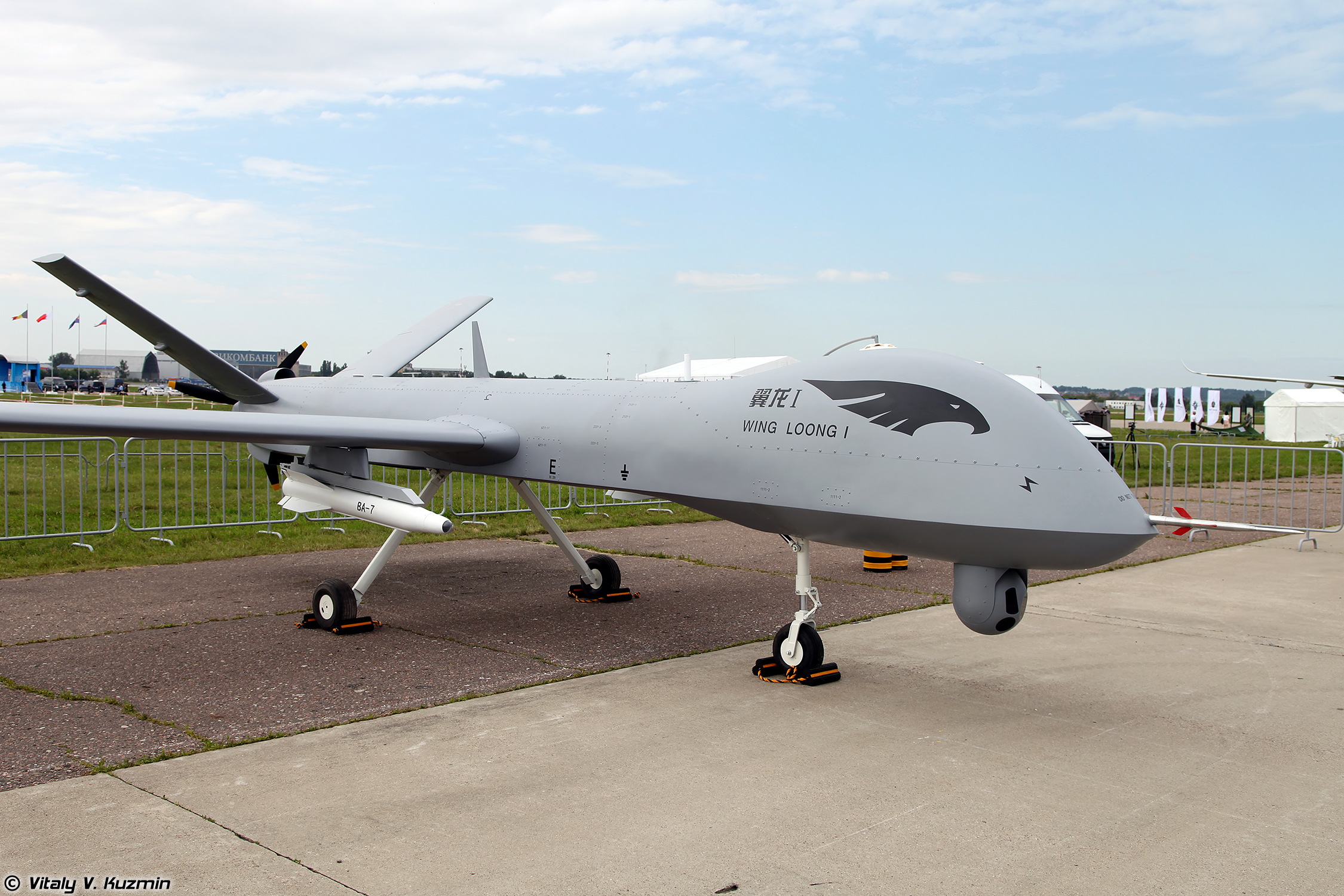
MAKS 2017에 전시된 윙룽 1호. BA-7 대전차 미사일 2발을 장착했다.

HJ-10은 중국의 3세대 대전차유도탄이다. "중국판 헬파이어 미사일"이다. 훙젠(홍전, 红箭, Hóng Jiàn)은 붉은 화살이라는 의미이다.

## 역사
미국의 100 파운드 3세대 대전차유도탄인 헬파이어 미사일과 성능, 무게 등이 거의 똑같다.
1980년대 초반, 중국은 헬파이어 미사일과 비슷한 미사일 개발을 결정했다.
CAIC WZ-10 공격헬기에 탑재하기 위해 개발되었다. 이스라엘, 우크라이나, 러시아 기술을 도입했다.

## AKD-10
AKD-10은 무게 50 kg (110 lb), 레이저 유도 대전차 미사일이다.

## LJ-7
LJ-7 (Blue Arrow-7)은 AKD-10의 수출형 버전이다.
LJ-7 또는 BA-7 미사일은 세미 액티브 레이저 유도 HJ-10 미사일의 수출형이다. Eurosatory 2012에 Blue Arrow 7 이란 이름으로 전시되었다. 1400 mm 철갑 관통력을 갖는다. 탄두중량을 늘리고 연료량을 줄였다. 그래서 최대사거리가 줄어들었다.
탠덤 HEAT 탄두는 1400 mm 강철판을 관통한다. 세미 액티브 레이저 유도, 유효사거리 2-8 km, 무게 47 kg (104 lb)이다.
- 길이: 1,775 mm (69.9 in)
- 무게: 46 kg (101 lb)
- 직경: 170 mm (6.7 in)
- 유도방식: 세미 액티브 레이저
- 사거리: 7 km (4.3 mi)
- 관통력: 1,400 mm (55 in)
- 임무수명: 10년

## LJ-21
LJ-21 (Blue Arrow-21)은 수출형인 LJ-7의 개량형이다. 사거리 18 km, 탄두중량  9 kg, 듀얼모드(MMW 레이더, 세미 액티브 레이저), 악천후에서 파이어 앤 포겟이 된다. 미국 AGM-114 헬파이어와 비슷하다.

## 같이 보기
- 스파이크-NLOS